# Breuschwickersheim
Breuschwickersheim település Franciaországban, Bas-Rhin megyében. Lakosainak száma 1345 fő (2022. január 1.). Breuschwickersheim Achenheim, Ernolsheim-Bruche, Hangenbieten, Ittenheim, Kolbsheim és Osthoffen községekkel határos.

## Népesség
A település népességének változása:
| Lakosok száma | 1274 | 1259 | 1278 | 1253 | 1283 | 1313 | 1343 | 1337 | 1345 |
|               | 2013 | 2015 | 2016 | 2017 | 2018 | 2019 | 2020 | 2021 | 2022 |